# Fonction de Kelvin-Bessel
Les fonctions de Kelvin-Bessel sont des fonctions mathématiques obtenues à partir des fonctions de Bessel, en prenant comme argument pour ces dernières les racines carrées d'un nombre imaginaire pur.

Elles sont utilisées en électromagnétisme pour étudier les solutions des équations de Maxwell dans des domaines conducteurs de forme cylindrique.

## Définition
On définit deux familles de fonctions de Kelvin-Bessel.
La première famille comporte deux fonctions {\displaystyle \mathrm {ber} _{\nu }} et {\displaystyle \mathrm {bei} _{\nu }} d'ordre {\displaystyle \nu }, liées aux fonctions de Bessel de première espèce :
Une autre façon de définir ces fonctions est de les écrire sous la forme d'une série :
La seconde famille comporte deux autres fonctions {\displaystyle \mathrm {ker} _{\nu }} et {\displaystyle \mathrm {kei} _{\nu }} d'ordre {\displaystyle \nu }, liées aux fonctions de Bessel modifiées de seconde espèce :

## Quelques propriétés

### Représentation graphique

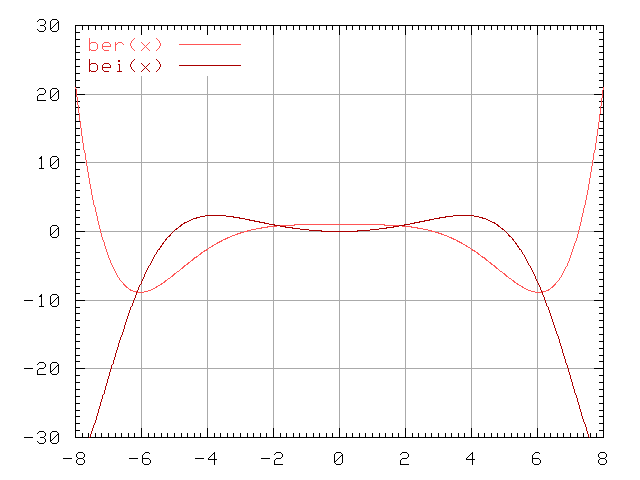
Courbes représentatives des fonctions de Kelvin-Bessel d'ordre zéro et.

Les fonctions de Kelvin-Bessel d'ordre {\displaystyle \nu =0}, plus simplement notées {\displaystyle \mathrm {ber} (x)} et {\displaystyle \mathrm {bei} (x)}, sont représentées sur la figure suivante pour les petites valeurs de {\displaystyle x} :

### Équation différentielleassociée
Les fonctions {\displaystyle \mathrm {ber} _{\nu }} et {\displaystyle \mathrm {bei} _{\nu }} sont solutions de l'équation de Bessel particulière suivante :
dont la solution générale s'écrit :

### Représentations graphiques

Tracés sur le plan complexe (de z = –2–2i à 2+2i)
ber(z)
bei(z)
ker(z)
kei(z)

Tracés sur la droite réelle des fonctions de Kelvin-Bessel d'ordre 0
ber(x)
bei(x)
ker(x)
kei(x)

Tracés sur la droite réelle des fonctions de Kelvin-Bessel normalisées d'ordre 0

- {\displaystyle {\rm {e}}^{-x/{\sqrt {2}}}\mathrm {ber} (x)}
- {\displaystyle {\rm {e}}^{-x/{\sqrt {2}}}\mathrm {bei} (x)}
- {\displaystyle {\rm {e}}^{x/{\sqrt {2}}}\mathrm {ker} (x)}
- {\displaystyle {\rm {e}}^{x/{\sqrt {2}}}\mathrm {kei} (x)}